# Terstreep
Terstreep (aussi appelé Ter Streep ou Testerep) est le nom d'une ancienne île qui était située sur la côte belge, avant que le bras de mer entre l'île et la côte ne s'ensable. La Mer du Nord venait encore jusque Bruges. À partir du XIIe siècle, on a drainé la zone au moyen d'écluses.
L'île était parsemée de petits villages de pêcheurs, parmi lesquels Ostende et Westende, qui étaient situés respectivement aux extrémités orientale et occidentale de l'île. Middelkerke se trouvait entre ces deux points. L'étymologie de ces trois noms flamands de lieux rend d'ailleurs compte de cette situation ancienne (respectivement Extrémité orientale, Extrémité occidentale et Église du milieu).
L'île était la propriété du comte de Flandre qui l'a donné à bail à l'Abbaye Saint-Pierre de Gand.

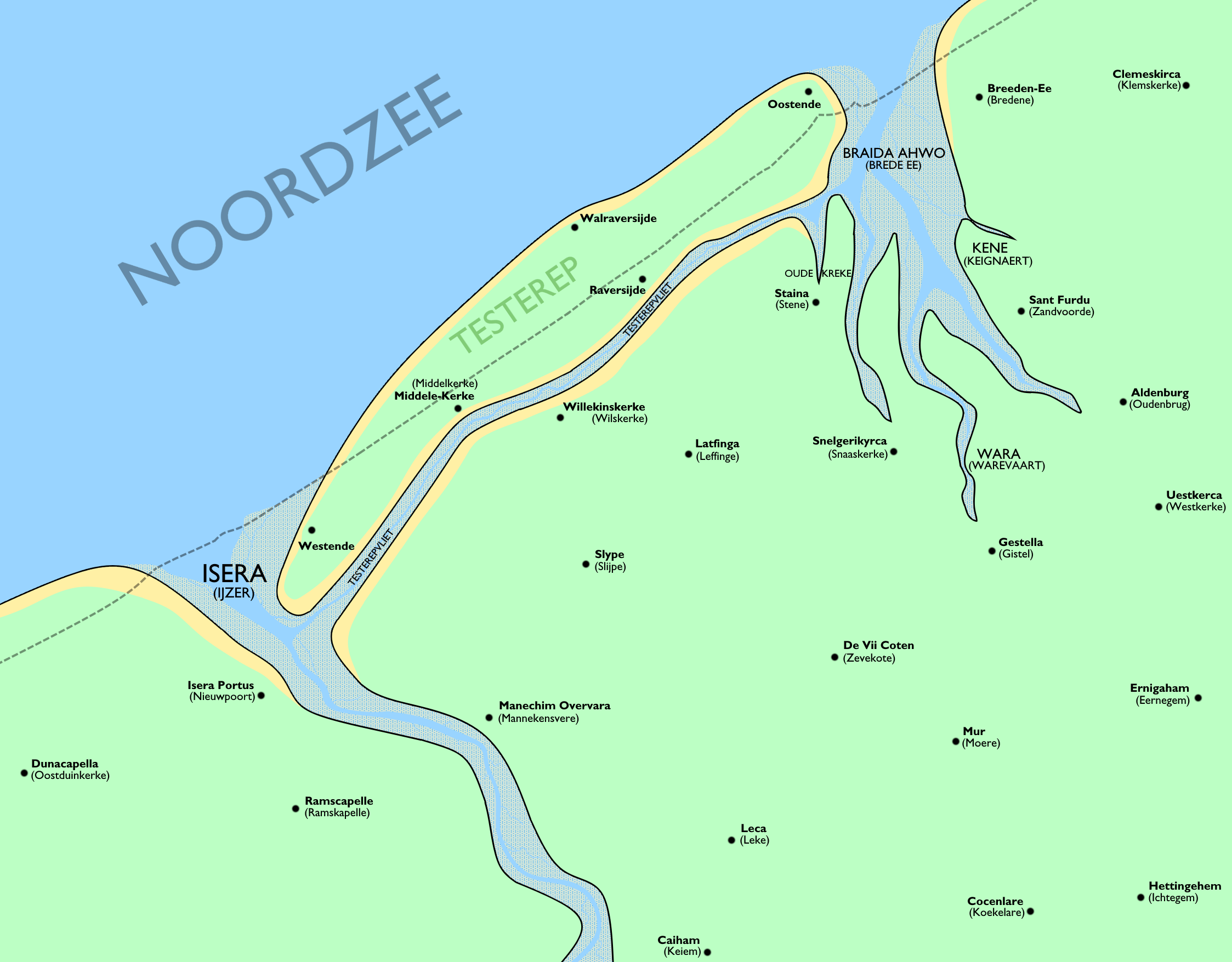
L'île au moyen-âge